# Кирово (Алтайский район)
Кирово (хак. Чынай) — село в Алтайском районе Республики Хакасия России.

## География
Расстояние до райцентра села Белый Яр — 65 км, до ближайшей железнодорожной станции Подсинее — 80 км, до г. Абакана — 100 км.

## История
До основания села на этом месте находилась заимка Чугунекова (1857), которая была преобразована в село Джинаево. В 1908 г. переселенцы с Полтавщины основали в урочище Джинаево деревню Ново-Вознесенскую, входившую в Шушенскую волость. В 1936 году была переименована в село Кирово, в честь С. М. Кирова — видного деятеля ВКП(б). Находясь в ссылке, здесь нередко бывал на охоте и рыбалке В. И. Ленин.
Известный уроженец —Тимофей Николаевич Радько.
Основные предприятия: ООО «Бирюса» — крупный производитель гречневой крупы в Сибири и на Дальнем Востоке. В селе находятся средняя общеобразовательная школа

## Население
| 2002 | 2010  | 2013  |
| ---- | ----- | ----- |
| 1253 | ↗1263 | ↗1272 |